# Castillo de Sakura
El castillo de Sakura (佐倉城 Sakura-jō?) fue una fortificación japonesa del siglo XVII en Sakura, ciudad de la prefectura de Chiba. Sus ruinas forman parte de la lista de «100 notables castillos de Japón».

## Historia
Bajo las órdenes de Tokugawa Ieyasu, Doi Toshikatsu comenzó a construir la fortaleza en 1610, cuyos trabajos terminaron en 1617. Los edificios se basaron en los cimientos sin finalizar de obras anteriores del clan Chiba, quienes empezaron a levantar el castillo Kashima en el mismo lugar durante el período Sengoku. Durante la era Edo, el castillo estuvo bajo mando de señores importantes, todos leales al shogunato.

## Arquitectura y conservación

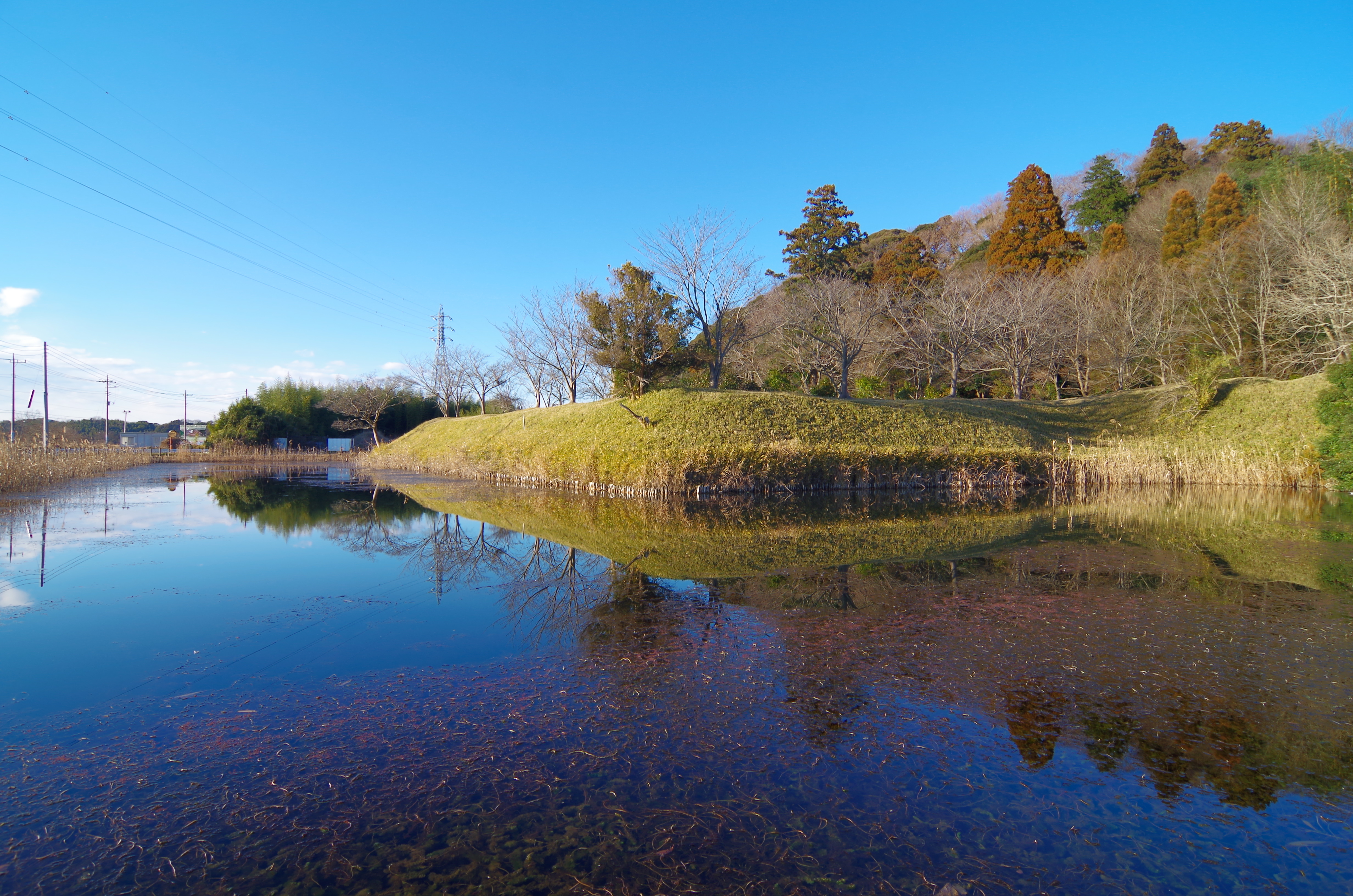
El foso de agua de Sakura.

Sakura era considerada una ubicación estratégica, ya que protegía el flanco este de Edo. En su apogeo fue un gran complejo, sin embargo, era notable que no contara con muros de piedra. En consecuencia las líneas de defensa se reforzaron con fosos secos y profundos, en tanto que los patios estaban delimitados por terraplenes. La torre del homenaje era una yagura reubicada desde el castillo Edo. Durante la Segunda Guerra Mundial el ejército japonés se estableció en el parque del castillo hasta el final de la contienda en 1945. El mantenimiento a gran escala del área comenzó en 1979, cuando se restauró el foso de agua, los restos del edificio principal y el salón del té. En la actualidad resta poco de la fortificación además de fosos, los muros orientales y algunas escaleras de piedra. Los terrenos albergan el Museo Nacional de Historia Japonesa. El parque de las ruinas cuenta con unos 1100 cerezos de sesenta variedades diferentes.